# Universidad EARTH
La Universidad EARTH (Escuela de Agricultura de la Región Tropical Húmeda), ubicada en Guácimo (Limón), y Campus Daniel Oduber Quirós, en Guanacaste, ambas ubicaciones en Costa Rica, es una universidad privada sin fines de lucro que ofrece un programa de pregrado que permite alcanzar la licenciatura en ciencias agrícolas.

## Historia
La Comisión de Asuntos Agrarios de Costa Rica presentó la propuesta para la creación de EARTH en la Asamblea Legislativa el 2 de abril de 1986. Los legisladores deliberaron y aprobaron el proyecto en octubre del mismo año.
La piedra angular del primer edificio del campus fue colocada el 2 de abril de 1989, y el campus, además del primer año académico, se inauguró el 26 de marzo de 1990.

## Admisión y cuerpo estudiantil
En 2024, la matrícula de EARTH era de 410 estudiantes, un tercio de los cuales era de Costa Rica y el resto de más de 40 países. Cada cupo de inscripción comprende cerca de cien estudiantes elegidos entre más de 1,500 aspirantes. La mayoría de los estudiantes recibe becas para cubrir la totalidad o parte de la matrícula de 28 000 USD.

## Campus
El campus de 52 981 m² en la propiedad de 33,76 km² de Guácimo incluye instalaciones educativas, una biblioteca especializada en temas agrícolas y ambientales, laboratorios, una reserva de selva tropical con bosques primarios y renovales, y una granja dedicada a la producción agrícola y ganadera.

## Plantación de árboles
EARTH Planta para el Futuro fue un proyecto de plantación de árboles organizado por EARTH y sus egresados como parte de su vigésimo aniversario. Planearon plantar al menos 200 000 árboles en más de 26 países, donde residían sus alumnos durante el Día Mundial del Medio Ambiente del 5 de junio de 2010.